# Semira Adamu
Semira Adamu (Kaduna, Nigeria, 15 de abril de 1978 - Bruselas, Bélgica, 22 de septiembre de 1998), fue una solicitante de asilo nigeriana que fue asfixiada con un cojín por dos policías belgas durante un intento de expulsión del territorio belga en el aeropuerto de Zaventem.
Semira Adamu había huido de su país para escapar de un matrimonio forzoso. Habiendo sido rechazada su solicitud de asilo, fue trasladada al Centro de Repatriación 127bis en Steenokkerzeel.
Fue objeto de varios intentos de expulsión forzosa a través de vuelos comerciales, que fracasaron por su resistencia y la violencia de los gendarmes que la acompañaban, lo que provocó la intervención de los pasajeros y la negativa de los pilotos a despegar en estas condiciones.

## Intentos de deportación

### Sexto intento de expulsión
Durante el sexto intento de deportación a Lomé en Togo, después de ser conducida atada de pies y manos al avión antes del embarque, comenzó a cantar mientras llegaban los pasajeros. De acuerdo con los procedimientos escritos establecidos por el Ministerio del Interior, los nueve gendarmes que lo acompañaban decidieron entonces aplicar la "técnica del cojín“.
Un gendarme la inmovilizó entonces con un agarre de combate, otro mantuvo su cabeza enterrada en dos cojines y los demás formaron una pantalla para ocultar la escena a los pasajeros. La mantuvieron en esta posición durante once minutos, a pesar de que se orinó y defecó durante la asfixia. En el minuto once, los gendarmes se turnaron para sujetarle la cabeza y notaron un paro respiratorio. El piloto informado llamó a un equipo médico. Tras las maniobras de reanimación, fue trasladada en coma bajo vigilancia policial a la sala de urgencias de las Clínicas Universitarias de Saint-Luc. Posteriormente, también se cuestionó la actitud de las autoridades del hospital de Saint-Luc al atenderla.
El ingreso de Semira Adamu en realidad no quedó registrado y Lise Thiry, profesora universitaria y luego senadora belga, advertida de los hechos por el comité de apoyo a Semira Adamu, testificó que un médico de urgencias le dijo que había recibido instrucciones de la dirección del hospital de “no publicitar el asunto que podría tener graves consecuencias políticas". Habiendo acudido allí, afirmó que el director del hospital apareció frente a ella para pedirle que declarara que el cuerpo de Semira Adamu no presentaba rastros de violencia. Al notar que la cara de Semira Adamu estaba magullada, se negó.
Luego se presentaron el presidente de la Liga de Derechos Humanos y los periodistas, lo que resultó en la formación de una unidad de crisis. La muerte de Semira Adamu fue confirmada a las 21:30 horas y anunciada como accidental por el director del hospital en conferencia de prensa.
Las autoridades judiciales reaccionaron primero con un comunicado de prensa en el que se afirmaba que esta muerte se debía a una hemorragia accidental y ajena a la expulsión, tesis sustentada en el comunicado de prensa médico del hospital de Saint-Luc. Sin embargo, esta tesis fue rápidamente abandonada porque la autopsia realizada confirmó que la causa de la muerte fue una encefalopatía postanóxica severa.

### investigación judicial
Se abrió entonces una investigación judicial, en primer lugar para determinar la responsabilidad del colectivo ciudadano que asistió a Semira Adamu en su solicitud de asilo. Este apoyo habría estado en efecto en el origen de su resistencia, presuntamente el principal determinante de su propia muerte. Sin embargo, ante la indignación de asociaciones y de varios parlamentarios, también se abandonó esta hipótesis.
La muerte de Semira Adamu, tras haber sacado a la luz los métodos de coerción violenta empleados con respecto a los solicitantes de asilo por instrucción directa del Ministerio del Interior, causó gran conmoción en el país y el repudio de asociaciones como Amnistía Internacional o Human Rights Watch, y fue ampliamente difundido en la prensa. Tres días después de los hechos, Louis Tobback, Ministro del Interior, declarándose "profundamente conmocionado por estos trágicos eventos anunció la suspensión temporal de todos los procedimientos de desalojo forzoso previstos. Presentó su dimisión unas horas más tarde a Jean-Luc Dehaene y dejó el gobierno el 27 de septiembre de 1998.
El 26 de septiembre tuvo lugar un homenaje fúnebre, al que asistieron más de 6 000 personas, en la catedral de San Miguel y Santa Gúdula en Bruselas.

### Responsabilidad civil del Estado belga
La investigación condujo a la acusación de los 9 gendarmes que aplicaron los procedimientos de expulsión, sin ningún interrogatorio directo al Ministro del Interior ni a la dirección del Centre Hospitalier Universitaire Saint-Luc. Después del juicio, el 23 de diciembre de 2003, cinco de los nueve gendarmes fueron absueltos de todos los cargos. Los otros cuatro fueron condenados por el único cargo de "golpes y heridas no intencionales con resultado de muerte sin intención de darla a penas de prisión que van de un año a catorce meses suspendidas y multa de 500 euros. Se reconoció la responsabilidad civil del estado belga, lo que se tradujo en una multa de 20.000 Euros.